# 1674
1674 (MDCLXXIV) var ett normalår som började en måndag i den gregorianska kalendern och ett normalår som började en torsdag i den julianska kalendern.

## Händelser

### Februari
- 19 februari – England och Nederländerna undertecknar Westminsterfördraget, där Nederländerna erkänner att England erhåller Nya Amsterdam, som blir New York.[1]

### December
- 29 december – Sverige håller avtalet med Frankrike och en svensk här under Carl Gustaf Wrangel infaller i Brandenburg, vilket utlöser Skånska kriget.

### Okänt datum
- Italienaren Lorenzo Magalotti utger en reseskildring, Sverige under år 1674, med bland annat redogörelser för svenskarnas äktenskaps-, bad- och bastuvanor.
- Vallarna och bastionerna runt Landskrona, ritade av Erik Dahlbergh, står klara.
- Gustav Düben ger ut sin tonsättning av Samuel Columbus diktsvit Odæ Sveticæ, en av stormaktstidens med känsta sångsamlingar.
- Juridikprofessorn Johan Stiernhöök ger ut en bok om det svenska rättsväsendets historia, De jure sveonum et gothorum vetusto.
- Stockholms Auctions- och Adresse Cammare, Sveriges äldsta auktionshus, inrättas och går sedermera under namnet Stockholms stads auktionsverk.
- Riddarhuset i Stockholm står färdigt.

## Födda
- 5 april – Elisabeth Sofia av Brandenburg, kurländsk regent.
- 17 augusti – Johann Georg Gmelin den äldre, tysk kemist och apotekare
- 5 december – Iver Rosenkrantz, dansk statsman, Danmarks statsminister 1730–1735

## Avlidna
- 5 januari - Ebba Brahe, svensk brukspatron.
- 12 augusti - Lasse Lucidor, svensk lärare, lyriker, författare och sångare.
- Oktober – Robert Herrick, engelsk författare och präst.
- 8 november – John Milton, engelsk diktare och publicist.

### Fotnoter
1. ↑  WHKMLA (läst 3 april 2011)